# Mountainbike-Weltmeisterschaften 2019
Die 32. Mountainbike-Weltmeisterschaften fanden vom 28. August bis 1. September 2019 im kanadischen Mont Sainte-Anne statt. Erstmals wurden Weltmeister in der Disziplin E-MTB Cross-Country ermittelt.
Die WM-Rennen im Four Cross wurden am 1. und 2. August 2019 in Val di Sole ausgetragen.

## Ergebnisse Cross-Country (olympisch)

### Männer Elite
| Platz | Land        | Sportler          | Zeit         |
| ----- | ----------- | ----------------- | ------------ |
| 1     | Schweiz     | Nino Schurter     | 1:27:05 Std. |
| 2     | Schweiz     | Mathias Flückiger | + 0:30 min   |
| 3     | Frankreich  | Stéphane Tempier  | + 0:38 min   |
| 13    | Deutschland | Manuel Fumic      | + 2:36 min   |
| 25    | Osterreich  | Maximilian Foidl  | + 4:50 min   |

### Frauen Elite
| Platz | Land        | Sportlerin             | Zeit         |
| ----- | ----------- | ---------------------- | ------------ |
| 1     | Frankreich  | Pauline Ferrand-Prévot | 1:28:51 Std. |
| 2     | Schweiz     | Jolanda Neff           | + 0:43 min   |
| 3     | Australien  | Rebecca McConnell      | + 1:17 min   |
| 27    | Osterreich  | Elisabeth Osl          | + 10:32 min  |
| 40    | Deutschland | Elisabeth Brandau      | - 1 Runde    |

### Männer U23
| Platz | Land        | Sportler          | Zeit         |
| ----- | ----------- | ----------------- | ------------ |
| 1     | Rumänien    | Vlad Dascălu      | 1:19:50 Std. |
| 2     | Schweiz     | Filippo Colombo   | + 1:57 min   |
| 3     | Frankreich  | Stéphane Tempier  | + 2:06 min   |
| 5     | Deutschland | Maximilian Brandl | + 2:35 min   |

### Frauen U23
| Platz | Land        | Sportlerin    | Zeit         |
| ----- | ----------- | ------------- | ------------ |
| 1     | Schweiz     | Sina Frei     | 1:22:53 Std. |
| 2     | Osterreich  | Laura Stigger | + 0:31 min   |
| 3     | Frankreich  | Loana Lecomte | + 0:36 min   |
| 26    | Deutschland | Nina Benz     | + 12:02 min  |

### Junioren
| Platz | Land                   | Sportler                 | Zeit         |
| ----- | ---------------------- | ------------------------ | ------------ |
| 1     | Vereinigtes Konigreich | Charlie Aldridge         | 1:07:31 Std. |
| 2     | Frankreich             | Luca Martin              | + 0:11 min   |
| 3     | Italien                | Andreas Emanuele Vittone | + 0:20 min   |
| 7     | Schweiz                | Janis Baumann            | + 2:39 min   |
| 9     | Deutschland            | Markus Eydt              | + 3:46 min   |

### Juniorinnen
| Platz | Land        | Sportlerin              | Zeit         |
| ----- | ----------- | ----------------------- | ------------ |
| 1     | Schweiz     | Jacqueline Schneebeli   | 1:05:03 Std. |
| 2     | Osterreich  | Mona Mitterwallner      | + 1:08 min   |
| 3     | Norwegen    | Helene Marie Fossesholm | + 3:11 min   |
| 11    | Deutschland | Kira Böhm               | + 6:36 min   |

## Ergebnisse Cross-Country Staffel (Mixed)
| Platz | Land               | Sportler                                                                       | Zeit         |
| ----- | ------------------ | ------------------------------------------------------------------------------ | ------------ |
| 1     | Schweiz            | Joel Roth Janis Baumann Sina Frei Jolanda Neff Nino Schurter                   | 1:02:55 Std. |
| 2     | Vereinigte Staaten | Christopher Blevins Riley Amos Haley Batten Kate Courtney Keegan Swenson       | + 0:16 min   |
| 3     | Frankreich         | Thibault Daniel Luca Martin Pauline Ferrand-Prévot Loana Lecomte Jordan Sarrou | + 0:28 min   |
| 12    | Deutschland        | Maximilian Brandl Markus Eydt Adelheid Morath Ronja Eibl Manuel Fumic          | + 3:52 min   |

## Ergebnisse Downhill

### Männer Elite
| Platz | Land        | Sportler        | Zeit         |
| ----- | ----------- | --------------- | ------------ |
| 1     | Frankreich  | Loïc Bruni      | 4:05,544 min |
| 2     | Australien  | Troy Brosnan    | + 0,581 s    |
| 3     | Frankreich  | Amaury Pierron  | + 2,549 s    |
| 17    | Osterreich  | David Trummer   | + 9,819 s    |
| 38    | Deutschland | Max Hartenstern | + 18,419 s   |

### Frauen Elite
| Platz | Land                   | Sportlerin          | Zeit         |
| ----- | ---------------------- | ------------------- | ------------ |
| 1     | Frankreich             | Myriam Nicole       | 4:53,226 min |
| 2     | Vereinigtes Konigreich | Tahnée Seagrave     | + 1,204 s    |
| 3     | Frankreich             | Marine Cabirou      | + 1,694 s    |
| 5     | Schweiz                | Emilie Siegenthaler | + 5,391 s    |
| 12    | Deutschland            | Sandra Rübesam      | + 25,805 s   |

### Junioren
| Platz | Land        | Sportler          | Zeit         |
| ----- | ----------- | ----------------- | ------------ |
| 1     | Australien  | Kye A’Hern        | 4:17,776 min |
| 2     | Frankreich  | Antoine Vidal     | + 1,144 s    |
| 3     | Neuseeland  | Ariki-Tuhoto Pene | + 1,294 s    |
| 11    | Schweiz     | Janosch Klaus     | + 9,323 s    |
| 20    | Deutschland | Hannes Lehmann    | + 14,209 s   |

### Juniorinnen
| Platz | Land               | Sportlerin     | Zeit         |
| ----- | ------------------ | -------------- | ------------ |
| 1     | Osterreich         | Valentina Höll | 5:01,033 min |
| 2     | Norwegen           | Mille Johnset  | + 12,928 s   |
| 3     | Vereinigte Staaten | Anna Newkirk   | + 21,230 s   |

## Ergebnisse Four Cross

### Männer
| Platz | Land                   | Sportler       |
| ----- | ---------------------- | -------------- |
| 1     | Frankreich             | Romain Mayet   |
| 2     | Vereinigtes Konigreich | Eliott Heap    |
| 3     | Schweden               | Felix Beckeman |
| 4     | Slowenien              | Urban Rotnik   |
| 7     | Osterreich             | Hannes Slavik  |
| 9     | Schweiz                | Lutz Weber     |
| 10    | Deutschland            | Klaus Beige    |

### Frauen
| Platz | Land                   | Sportlerin        |
| ----- | ---------------------- | ----------------- |
| 1     | Tschechien             | Romana Labounková |
| 2     | Vereinigtes Konigreich | Natascha Bradley  |
| 3     | Frankreich             | Mathilde Bernard  |
| 4     | Deutschland            | Raphaela Richter  |
| 6     | Schweiz                | Saskja Lack       |
| 7     | Osterreich             | Vanessa Kager     |

## Ergebnisse E-MTB Cross-Country

### Männer
| Platz | Land       | Sportler         | Zeit         |
| ----- | ---------- | ---------------- | ------------ |
| 1     | Sudafrika  | Alan Hatherly    | 1:04:53 Std. |
| 2     | Frankreich | Jérôme Gilloux   | + 1:10 min   |
| 3     | Frankreich | Julien Absalon   | + 1:29 min   |
| 10    | Schweiz    | Christoph Sauser | + 3:21 min   |

### Frauen
| Platz | Land        | Sportler            | Zeit         |
| ----- | ----------- | ------------------- | ------------ |
| 1     | Schweiz     | Nathalie Schneitter | 1:11:38 Std. |
| 2     | Kanada      | Maghalie Rochette   | + 0:05 min   |
| 3     | Niederlande | Anneke Beerten      | + 3:31 min   |

## Medaillenspiegel
| Platz | Land                   | Gold | Silber | Bronze | Gesamt |
| ----- | ---------------------- | ---- | ------ | ------ | ------ |
| 1     | Schweiz                | 5    | 4      | -      | 9      |
| 2     | Frankreich             | 3    | 2      | 8      | 13     |
| 3     | Vereinigtes Königreich | 1    | 4      | -      | 5      |
| 4     | Österreich             | 1    | 2      | -      | 3      |
| 5     | Australien             | 1    | 1      | 1      | 3      |
| 6     | Rumänien               | 1    | -      | –      | 1      |
| 6     | Südafrika              | 1    | -      | -      | 1      |
| 6     | Tschechien             | 1    | -      | -      | 1      |
| 9     | Norwegen               | -    | 1      | 1      | 2      |
| 9     | Vereinigte Staaten     | -    | 1      | 1      | 2      |
| 11    | Kanada                 | -    | 1      | -      | 1      |
| 12    | Italien                | -    | -      | 1      | 1      |
| 12    | Neuseeland             | -    | -      | 1      | 1      |
| 12    | Niederlande            | -    | -      | 1      | 1      |
| 12    | Schweden               | -    | -      | 1      | 1      |